# Адаптивне кероване крило

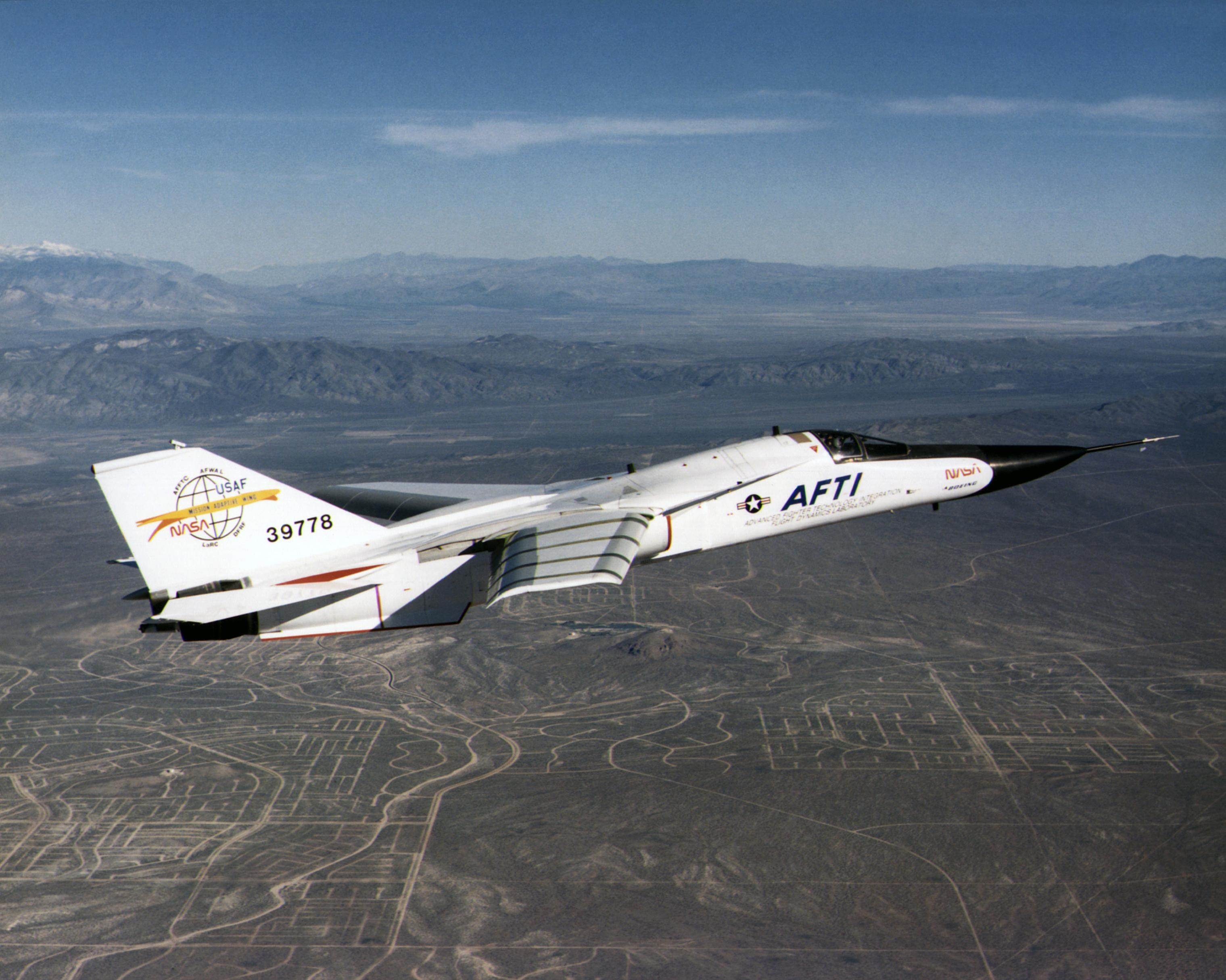
Перший в світі літак із застосуванням технології адаптивного крила F-111

Адаптивне кероване крило — крило літака, профіль якого набуває форми, близької до оптимальної на кожному заданому режимі польоту. Конструкція такого крила дозволяє плавно (завдяки гнучкій обшивці) відхиляти носову і хвостову частину крила, змінюючи таким чином кривину уздовж розмаху залежно від висоти, швидкості польоту і перевантаження. Адаптивне крило призначене переважно для багатоцільових і високоманеврених літаків. Керують елементами крила за допомогою високоавтоматизованої електродистанційної варіативної системи.
Різновидом підвищення аеродинамічної якості крила є також система адаптивної «щілинної» механізації крила. Вона забезпечує плавну (в межах необхідної точності, може бути і ступінчастою) зміну кутів установки носків і закрилків залежно від кута атаки і числа Маха. Однак ця система допускає розривну зміну аеродинамічних похідних у всьому діапазоні параметрів, на відміну від адаптивного крила. Ведуться роботи і з реалізації безвідривного обтікання поверхонь механізації шляхом зміни кривини елементів щілинної механізації. Адаптивна механізація крила, завдяки спрощеній кінематиці висунення закрилків, приваблива тим, що дозволяє відмовитися від застосування складних за конфігурацією напрямних рейок, що збільшують масу крила, крім того, дозволяє зменшити втрати несних властивостей на балансування.

## Призначення
Ефективний політ в атмосфері вимагає різної аеродинаміки від апарата залежно від швидкості польоту, режиму польоту. Класичний підхід до проєктування нових літальних апаратів дозволяє в наш час[коли?] лише незначно (не більше, ніж на 1-2 %) підвищити аеродинамічну якість і поліпшити злітно-посадкові характеристики. Механізація крила у вигляді простих відхилених закрилків і хвостиків профілю або зміни стрілоподібності не дозволяє досягти високих значень максимального коефіцієнта підіймальної сили за мінливих режимів роботи.
Тому в останні роки, завдяки розвитку технічної бази та появі нових авіаційних матеріалів, все більше уваги приділяється можливості поліпшення аеродинамічних характеристик літака шляхом зміни геометрії крила залежно від режиму польоту — застосування адаптивного крила. Адаптація несної системи літака може здійснюватися шляхом зміни розмаху і стрілоподібності крила, а також форми, кривини і товщини профілю. Передбачається використання еластичної зовнішньої обшивки, а силові каркаси всередині цієї обшивки будуть пристосовані для плавної зміни власної геометрії.
Важливою особливістю такого крила є збереження гладкості його профілів під час деформації серединної поверхні. Зменшення опору можна досягти за двома напрямками. По-перше, за рахунок оптимальної зміни залежно від режиму польоту деформації серединної поверхні. Це дозволяє на крейсерських режимах робити крило практично плоским, що зменшує опір за нульової підіймальної сили, а під час маневру — оптимально деформованим з розподілом циркуляції за розмахом крила близьким до еліптичного, що зменшує індуктивний опір. По-друге, на великих кутах атаки в місцях зламу верхньої поверхні крила при відхиленні звичайної механізації виникає місцевий відрив потоку. Застосування на адаптивному крилі закрилків з великою відносною хордою і гнучкою обшивкою дозволяють вирішити цю проблему.
Відхилення рухомих елементів зі збереженням плавності його обводів за деяким законом, підібраним на підставі експериментальних і розрахункових досліджень, дозволяє перерозподілити тиск на поверхні крила таким чином, щоб запобігти зриву потоку або істотно послабити його розвиток на вибраному режимі польоту. Як наслідок, межа виникнення трясіння і бафтингу зміщується на великі кути атаки, підвищується ефективність поворотних поверхонь, що працюють у режимі органів керування. Під час маневру, завдяки запобіганню відриву потоку, адаптивне крило дає відчутний виграш аеродинамічної якості.
Якщо зміну форми адаптивного крила підпорядкувати умовам, за виконання яких критична точка в кожному перетині крила зміщується в ніс профілю, а розподіл циркуляції швидкості за розмахом стає еліптичним, то за обраного значення коефіцієнта підіймальної сили забезпечується мінімум коефіцієнта опору. У першому випадку знижуються піки розрідження поблизу передньої кромки, які на звичайному крилі призводять після досягнення деякого кута атаки до відриву потоку і втрат підсмоктувальної сили, тобто до збільшення опору. За виконання другої умови мінімізується індуктивний опір.
Відхилення елементів адаптивного крила, здійснюване так, щоб центр тиску аеродинамічних сил, що діють на літак, не змінював свого положення, дозволяє безпосередньо керувати аеродинамічною підіймальною силою.
Сучасна технологічна база і розвиток авіаційних матеріалів дозволяють забезпечити створення виконавчих механізмів системи керування обтіканням несної системи без використання ресурсів маршової силової установки, на основі автономних джерел стисненого повітря. Конструктивно-технологічною основою систем струменевого керування можуть бути активні газодинамічні виконавчі механізми, що діють за принципом паралельної інжекції з використанням газових динамічних поршнів.

## Керування обтіканням
Одним із напрямків підвищення аеродинамічної якості на крейсерському режимі польоту і поліпшення злітно-посадкових характеристик літака є активне керування обтіканням несних і керувальних аеродинамічних поверхонь за допомогою енергетичних способів: керування граничним шаром, видування струменів на елементи крила і злітно-посадкову механізацію, реактивних і струменевих закрилків. Керування граничним шаром шляхом його відсмоктування з поверхні крила, оперення і мотогондол є ефективним способом зменшення опору тертя (штучної ламінаризації обтікання). Крім того, здування граничного шару може забезпечити безвідривне обтікання крила за великих кутів атаки і великих кутів відхилення елементів механізації крила і тим самим підвищити максимальний коефіцієнт підіймальної сили і критичний кут атаки.

## Приклади реалізації
Розробку адаптивного крила, здатного змінювати в польоті кривину зі збереженням плавних обводів, розпочато в США 1979 року за програмою AFTI (Advanced Fighter Texnology Integration), що здійснюється НАСА і ВВС США. Вперше таке крило встановлено в 1980-і роки на експериментальному літаку F-111. Зміна кривини крила в польоті здійснювалася залежно від висоти польоту, числа Маха, кута стрілоподібності і потрібної підіймальної сили. Метою було забезпечити найменший коефіцієнт лобового опору за кожного значення коефіцієнта підіймальної сили. Передня і хвостова частини крила з гнучкою обшивкою дозволили плавно змінювати кривину крила, так що полярою виявлялася обвідна́ поляр, що відповідають різним формам крила. Тоді це вимагало величезних капітальних витрат і складних конструктивних рішень. В наш час[коли?], завдяки появі еластичних композитних матеріалів, ситуація спростилася.
Пізніше, починаючи з 1987 року, аналогічними дослідженнями займалися і в Airbus Industrie під час розробки крила з керованою кривиною для літаків А330 і А340. Передбачалося, що управління кривиною крила шляхом автоматичної зміни кутів відхилення двох пар закрилків і елеронів на кожному напівкрилі має забезпечувати оптимальну кривину профілю для кожного режиму польоту, внаслідок чого має досягатися істотне поліпшення аеродинамічної якості на крейсерському режимі за збільшеного значення підіймальної сили. Випробування моделей крила в аеродинамічній трубі показали, що аеродинамічна якість крила з керованою кривиною лише на ~ 1,5 % вища, ніж звичайного. Тому дослідники прийшли до висновку, що додаткова механізація і складність системи керування кривиною, а також зростання маси конструкції не виправдовують невеликого поліпшення паливної ефективності літака.
Проте, в 2008-2012 роках тривали дослідження за проєктом SADE (SmArt High Lift Devices for Next Generation Wing) 7-ї Європейської рамкової програми. Завдання проєкту полягало в дослідженні адаптивної безщілинної передньої кромки, адаптивної плавно-відхилюваної задньої кромки для збільшення аеродинамічної якості крила літака наступного покоління за істотного зменшення ваги конструкції, зниження шуму на злітно-посадкових режимах і підвищення паливної економічності.
На новітній модифікації літака Boeing 787 Dreamliner застосовано зміну кривини задньої частини профілю крила на режимах зльоту і посадки. В цьому випадку під час випускання закрилків відхиляються і їх кришки, що дозволяють не тільки підвищити ефективність закрилків, але й несну здатність основної частини крила внаслідок збільшення кривини її профілю.
У США роботи зі створення адаптивного крила ведуть компанія FlexSys Inc., Дослідна лабораторія ВВС США за програмою активного аеропружного крила Boeing X-53 Active Aeroelastic Wing.
У Росії дослідження з оцінки ефективності адаптивної злітно-посадкової механізації на крилі літака розпочато в ЦАГІ більше 20 років тому[коли?]. Адаптивний відхилюваний носок крила з гнучкою обшивкою застосовано на дослідному палубному винищувачі Су-33УБ.